# Enrique Montt Montt
Enrique Julio Montt Montt (Santiago, 20 de diciembre de 1861 - Viña del Mar, 21 de mayo de 1913), fue un abogado, escritor y político liberal chileno.

## Primeros años de vida
Fue hijo del expresidente Manuel Montt Torres y Rosario Montt Goyenechea. Educado en el Instituto Nacional y en la Facultad de Derecho de la Universidad de Chile, donde se graduó como abogado en enero de 1882.
Contrajo matrimonio con Laura Leighton Sotomayor.

## Vida pública
Desempeñó varias actividades, una de ellas fue redactor de sesiones del Senado (1880-1881), además de secretario y abogado de la Superintendencia de Aduanas (1890-1891).
Colaboró con la prensa en la "Revista Chilena", "El Día" y "El Heraldo". Fue autor de dos novelas "Mujer y ángel" (1879) y "Laura Duverne" (1883).
Militante del Partido Liberal (PL), estuvo a favor de la guerra civil de 1891, siendo nombrado ayudante de la Junta de Gobierno de Iquique.
En las elecciones parlamentarias de 1891, fue elegido como diputado por Valdivia y La Unión (1891-1894), formando parte de la comisión permanente de Gobierno y de Relaciones Exteriores.
Posteriormente, fue representante  de la Aduana de Valparaíso (1897) y abogado de la Empresa de los Ferrocarriles del Estado (EFE; 1897-1899). Asimismo, sirvió como funcionario del Juzgado de Apelaciones de Valparaíso (1900) y Juez de Apelaciones de Santiago (1902-1912).